# تياغو لوبيز
تياغو لوبيز لاعب كرة قدم برازيلي لعب سابقاً في نادي النجوم السعودي.
احترف سابقاً في عمان والأردن وقطر وأرمينيا وسويسرا وألمانيا.

## روابط خارجية
- تياغو لوبيز على موقع قاعدة بيانات كرة القدم.إي يو (الإنجليزية)
- تياغو لوبيز على موقع قاعدة بيانات كرة القدم.إي يو (الإنجليزية)
- تياغو لوبيز على موقع الاتحاد الدولي للجمباز (licence) (الإنجليزية)
- تياغو لوبيز على موقع الاتحاد الدولي للجمباز (biography) (الإنجليزية)